# Війду
Ві́йду (ест. Viidu küla) — село в Естонії, у волості Ляене-Сааре повіту Сааремаа.

## Населення
Чисельність населення на 31 грудня 2011 року становила 34 особи.

## Географія
Через Війду проходить автошлях 112 (Кяесла — Карала — Лоона), від села починається дорога Війду — Лійва.

## Історія
Історично Війду належало до приходу Кігелконна (Kihelkonna kihelkond).
До 12 грудня 2014 року село входило до складу волості Люманда.

## Пам'ятки природи
Село межує з територією природного заповідника Війдумяе (Viidumäe looduskaitseala).